# Little Earthquakes
Little Earthquakes — дебютный сольный студийный альбом американской певицы Тори Эймос, вышедший в 1992 году.

## Запись
В конце 1989 года после распада группы Y Kant Tori Read, Atlantic Records решили дать Эймос второй шанс и предложили до марта следующего года подготовить материал для новой пластинки. Первый набор её новых песен был лейблом отвергнут. В начале 1990 года певица приступила к сотрудничеству с продюсером Дэвидом Сиджерсоном, который, прослушав некоторые её новые песни («Take To The Sky», «Leather»), одобрил выбранное ею направление. Записанную ею кассету Atlantic отослали певице обратно. В сотрудничестве с Эриком Россе она подготовила ещё 4 композиции («Girl», «Precious Things», «Tear In Your Hand», «Little Earthquakes»). Лишь после этого лейбл дал «добро» на подготовку альбома и в конце 1990 года отправил Тори Эймос вместе с менеджером Артуром Спиваком в Лондон, в распоряжение своей дочерней компании EastWest Records.
В Лондоне Эймос начала сотрудничество с Иэном Стэнли. Здесь она сделала записи для двух ранних синглов. Песня «China» (окончательный вариант которой был записан в Лондоне) изначально была написана в 1987 году во время сессий Y Kant Tori Read под названием «Distance». Последней была записана баллада «Me and a Gun», где Тори рассказывает о реальном событии из своей жизни: в 21 год её, приставив ей к горлу нож, изнасиловал попутчик, которого она согласилась подвезти домой на своем автомобиле после концерта. По словам Эймос, измененa в этом повествовании былa лишь пара подробностей: оружие, которым ей угрожали, и имя насильника.

## Продвижение и релиз
В ноябре 1991 года «Me and a Gun» был выпущен на EP (с «Silent All These Years») и релиз был замечен в британской прессе. В конце ноября со второй из этих песен Эймос впервые появилась на британском канале BBC, в программе Джонатана Росса.
Первое американское выступление Эймос состоялось 20 апреля 1992 года в нью-йоркском зале Bottom Line. Фрагменты этого концерта были впоследствии включены в видеосборник «Little Earthquakes» (оно вышло в октябре того же года). Исполнив в шоу Дэвида Леттермана два дня спустя песню «Crucify», она отправилась в турне, провела 18 концертов в США, затем выступила в Канаде и вернулась в Лос-Анджелес, откуда вылетела на гастроли в Австралию. 30 июля в Луисвилль, Кентукки, началось четырёхмесячное турне Эймос по США, организованное менеджером Джоном Уизерспуном и прошедшее при участии звукорежиссёра Яна Торна. 9 сентября она побывала в Лос-Анджелесе на церемонии вручения наград канала MTV, где была номинирована в категориях «Лучший новый артист года», «Лучшее женское видео», «Прорыв в видео», «Лучшая кинематография». Тур завершился в ноябре 1992 года концертами в Пертe, Мельбурне, Сиднее (Австралия) и Окленде (Новая Зеландия).

## Реакция
| Оценки критиков  | Оценки критиков |
| Источник         | Оценка          |
| ---------------- | --------------- |
| AbsolutePunk     | [ 3 ]           |
| Allmusic         | [ 4 ]           |
| Q                | [ 5 ]           |
| PopMatters       | (positive)      |
| Robert Christgau | (C+)            |
| Rolling Stone    | [ 8 ]           |
| Slant            | [ 9 ]           |

После выпуска альбома в январе 1992 года в Великобритании, он достиг 14 строчки и оставался в Top 75 charts (UK Albums Chart) в течение 23 недель. Через месяц он был выпущен в США, где был встречен коммерческим успехом, где также поднялся на наивысшие позиции в чартах, несмотря на присутствие за пределами топ-50 на Billboard 200. Альбом был поддержан рядом синглов: («Me and a Gun» и «Silent All These Years») «China» (январь 1992 г. Великобритания), «Winter» (март 1992 Великобритания/ США ноября 1992) и «Crucify» (май 1992 США/ июнь 1992 Великобритания), американская версия EP включает кавер-версии песен The Rolling Stones и Nirvana.
В 1998 году читатели британского журнала Q поставили альбом на 66-ю позицию в списке наилучших альбомом всех времен, и в 2002 году тот же журнал назвал его четвёртым среди Величайших альбомов всех времен от исполнителей-женщин.
Альбом также вошёл в книгу 1001 Albums You Must Hear Before You Die. Это единственный альбом Тори, который там упоминается.

## Список композиций
Слова и музыка всех песен — написаны Тори Эймос.
| №   | Название                 | Длительность |
| --- | ------------------------ | ------------ |
| 1.  | «Crucify»                | 4:58         |
| 2.  | «Girl»                   | 4:06         |
| 3.  | «Silent All These Years» | 4:10         |
| 4.  | «Precious Things»        | 4:26         |
| 5.  | «Winter»                 | 5:40         |
| 6.  | «Happy Phantom»          | 3:12         |
| 7.  | «China»                  | 4:58         |
| 8.  | «Leather»                | 3:12         |
| 9.  | «Mother»                 | 6:59         |
| 10. | «Tear in Your Hand»      | 4:38         |
| 11. | «Me and a Gun»           | 3:44         |
| 12. | «Little Earthquakes»     | 6:51         |

## Позиции в чартах
| Чарт (1992)                | Наивысшая позиция |
| -------------------------- | ----------------- |
| U.S. Billboard 200         | 54                |
| U.S. Top Heatseekers       | 1                 |
| UK Album Chart             | 14                |
| Australia ARIA Album Chart | 14                |
| Canadian Album Chart       | 49                |
| Dutch Album Chart          | 85                |